# SimBin Studios
SimBin Studios – szwedzka firma produkująca i wydająca gry komputerowe z siedzibą w Lidköping.

## Wyprodukowane gry
- Źródło: GameFaqs[1]

| Tytuł                                                                                               | Data wydania                                                                                           |
| --------------------------------------------------------------------------------------------------- | --- |
| GTR: The Ultimate Racing Game                                                                       | 11 marca 2005                                                                                          |
| GT Legends                                                                                          | 15 października 2005                                                                                   |
| GTR 2 – FIA GT Racing Game                                                                          | 29 września 2006                                                                                       |
| Race: The WTCC Game Race: Caterham                                                                  | 24 listopada 2006 18 czerwca 2007                                                                      |
| Race ’07: The WTCC Game *GTR Evolution *STCC The Game *Race On *Formula Raceroom *STCC 2 - The Game | 12 października 2007 1 września 2008 22 października 2008 październik 2009 18 marca 2011 24 marca 2011 |
| Race Pro                                                                                            | 17 lutego 2009                                                                                         |
| Volvo: The Game                                                                                     | 26 maja 2009                                                                                           |
| RaceRoom Online                                                                                     | 1 grudnia 2010                                                                                         |
| Real-Time Racing                                                                                    | 2011                                                                                                   |

## Wydane gry
- Źródło: GameFaqs[1]

| Tytuł                   | Data wydania         |
| ----------------------- | -------------------- |
| Race: The WTCC Game     | 24 listopada 2006    |
| Race: Caterham          | 18 czerwca 2007      |
| Race ’07: The WTCC Game | 12 października 2007 |
| STCC The Game           | 22 października 2008 |
| Race On                 | październik 2009     |
| Volvo: The Game         | 26 maja 2009         |
| RaceRoom Online         | 1 grudnia 2010       |